# Вассёр, Поль
Поль Вассёр (фр. Paul Vasseur; 10 октября 1884, Лилль — 12 октября 1971) — французский ватерполист, бронзовый призёр летних Олимпийских игр 1900.
На Играх Вассёр входил в состав четвёртой французской команды. Не имея соперника в полуфинале, она сразу проходила в полуфинал, где её обыграла бельгийская сборная. Матч за третье место не проходил, и поэтому Вассёр сразу получил бронзовую медаль.
Вассёр также входил в ватерпольную сборную своей страны, которая выступила на летних Олимпийских играх 1912 и 1920. В обоих случаях его команда проигрывала в первых раундах плей-офф и не проходила в следующие стадии, включая турниры за второе и третье места.
Также, на Играх 1920 Вассёр принял участие в соревнованиях по плаванию. На дистанции 400 метров вольным стилем он стал третьим в четвертьфинале и не прошёл дальше, а в эстафете 4×200 вольным стилем его команда стала худшей в полуфинале и не прошла дальше.